# Girusul rolandic
Girusul rolandic, sau circumvoluția rolandică, girusurile ascendente, girusurile centrale reprezintă ansamblul a două circumvoluțiuni: circumvoluția frontală ascendentă (girusul precentral) și circumvoluția parietală ascendentă (girusul postcentral) care mărginesc înainte și înapoi scizura centrală Rolando (șanțul central).
Termenul englez este rolandic gyrus, iar cel francez este circonvolutions rolandique, circonvolutions ascendante, circonvolutions centrales.  